# Spur der Steine
Spur der Steine (lett. "La traccia delle pietre") è un film del 1966 diretto da Frank Beyer.
La pellicola è stata prodotta dalla DEFA per il gruppo artistico di lavoro (KAG) "Heinrich Greif". Il regista Beyer ha curato anche la sceneggiatura insieme a Karl Georg Egel, sulla base dell'omonimo romanzo di Erik Neutsch. Il film fu presentato in occasione dell'ottavo "Festival dei lavoratori" a Potsdam, ma fu ritirato dalle sale dopo soli tre giorni per "tendenze antisocialiste". Soltanto nell'ottobre 1989 il film poté essere nuovamente proiettato nella RDT; nel 1990 fu presentato al Festival Internazionale di Berlino, nell'allora Germania Ovest.

## Trama
Al grande cantiere di Schkona, nella Repubblica Democratica Tedesca, lavora il carpentiere e capo brigata (capomastro) Hannes Balla. Balla e i suoi non si curano troppo delle regole burocratiche dell'economia pianificata, ma sono tuttavia tra i lavoratori più produttivi del cantiere. Nei casi di necessità, procurano anche il materiale mancante sul cantiere usando la violenza. Ma in virtù delle loro prestazioni sul lavoro, la direzione del cantiere si dimostra molto tollerante nei loro confronti. Un giorno arriva al cantiere Werner Horrath, segretario di partito della SED molto legato agli ideali socialisti. Inizialmente questi sente la sua autorità minata dalla figura di Balla, ma in seguito riesce a conquistarlo alle sue idee di maggiore produttività e di migliori condizioni di lavoro.
Tra i due uomini si instaura un rapporto di reciproco rispetto ed al contempo di rivalità nei confronti della bella ingegnera Kati Klee, anche lei assunta da poco nel cantiere con un incarico tecnico. Entrambi gli uomini si innamorano di Kati, ma è Horrath che alla fine conquista il suo cuore. Nasce una relazione segreta, in quanto Horrath è già sposato e non vuole rovinare il suo ruolo nel partito, né può abbandonare la sua famiglia. Kati resta incinta, ma per lealtà al partito si rifiuta di rivelare il nome del padre, proteggendo così Horrath. Nel frattempo Horrath va in crisi, schiacciato dal peso della scelta tra il dovere e l'amore per Kati. Soltanto quando Kati decide di lasciarlo lui si dichiara ufficialmente a lei, perdendo così tutti i suoi ruoli nel partito. Anche la moglie gli chiede la separazione, così che alla fine ad Horrath non resta che continuare a lavorare come carpentiere al servizio della brigata di Balla. Il quale Balla è l'ultima persona a difenderlo nel corso del procedimento disciplinare che ne decreta l'espulsione dal partito.

## Genesi

### Il romanzo
Il film si basa sull'omonimo romanzo di Erik Neutsch, un best seller del 1964 che nello stesso vinse anche un Premio Nazionale della Repubblica Democratica Tedesca.  La DEFA ne offrì la trasposizione cinematografica al regista Frank Beyer, che all'epoca apparteneva ai collaboratori stabili degli studios ma che inizialmente non rimase convinto dal progetto. Come successivamente ebbe lui stesso a dire, Beyer aveva avuto bisogno di tempo per riconoscere la qualità del materiale. Nonostante gli elogi della SED ed una posizione assolutamente filo-socialista, il romanzo da una rappresentazione molto verosimile della vita quotidiana nella RDT.

### Pre-produzione e produzione
Inizialmente il regista Beyer aveva intenzione di affidare i tre ruoli principali a Manfred Krug, Armin Mueller-Stahl e Jutta Hoffmann, tuttavia riuscì ad ingaggiare solo Krug in quanto gli altri due attori erano già vincolati ad altre produzioni cinematografiche. Krug, già famoso come cantante e come attore, incarnava la figura di Hannes Balla in modo quasi naturale, grazie anche alla sua abilità di improvvisatore: egli arricchì il film con idee improvvisate, non previste e che in seguito furono sviluppate insieme al regista. Jutta Hoffmann non poté essere ingaggiata come attrice ma entrò comunque nella squadra del film come doppiatrice dell'attrice polacca Krystyna Stypułkowska.
Spur der Steine aveva un budget di 2,7 milioni di marchi dell'est, circa tre volte il budget medio di un film della DEFA negli anni sessanta.
Quando cominciarono le riprese, il 3 maggio 1965, l'allore ministro alla cultura Hans Bentzien si rivolse a Beyer affinché nel film si occupasse di dare una "corretta" rappresentazione dei funzionari della SED, benché il regista - come era consuetudine - avesse già sottoposto la sceneggiatura al controllo delle autorità ed avesse già ottenuto il nullaosta alla produzione. Le riprese, i cui esterni furono girati nelle aree industriali di Leuna e Schwedt ed a Coswig (Anhalt), si conclusero il 5 ottobre 1965, così che già alla fine del mese una versione grezza poté essere presentata al controllo della commissione cinematografica in seno al Ministero della cultura; commissione le cui perizie sempre più critiche avevano portato alla censura di due produzioni, Denk bloß nicht, ich heule di Frank Vogel e Das Kaninchen bin ich di Kurt Maetzig. Spur der Steine ottenne il nullaosta dalla Commissione a fine ottobre e venne anzi pubblicamente lodato, nonostante Beyer si temesse invece una critica massiccia.
Solo due mesi più tardi, nel corso del dell'undicesimo Plenum del comitato centrale della SED del dicembre 1965, il clima politico-culturale del Paese cambiò radicalmente. Sotto la presidenza dell'allora segretario del comitato centrale Erich Honecker le due produzioni Denk bloß nicht, ich heule di Frank Vogel e Das Kaninchen bin ich di Kurt Maetzig vennero classificate come critiche nei confronti del regime e - come quasi l'intera produzione annuale di film contemporanei della DEFA - tolte dalla distribuzione. Questi film vennero ufficialmente denominati "film di cantina", in quanto finirono in archivio senza alcuna classificazione. Altri progetti cinematografici vennero bloccati già nella fase di pianificazione o nelle prime fasi di ripresa. La responsabilità politica di questi comportamenti antisocialisti fu addossata all'allora ministro della cultura Bentzien ed al direttore della DEFA, Jochen Mückenberger, i quali furono licenziati dai loro posti e sostituiti da funzionari di partito maggiormente allineati, a loro volta sottoposti al nuovo ministro della cultura, Klaus Gysi.
Spur der Steine, che inizialmente era stato approvato dalla commissione cinematografica del ministero della cultura, doveva dunque riabilitare la DEFA. Ma anche esso s'imbatté in una dura critica da parte dei funzionari del ministero della cultura e del ministro stesso, Gysi, così che Beyer fu costretto a tagliare il film finché non si arrivò ad una versione che ottenne il permesso di essere rappresentata al Festival dei lavoratori di Potsdam.

## Accoglienza

### Anni '60
Il 15 giugno 1966, nel corso dell'ottavo Festival dei lavoratori a Potsdam, si ebbe la prima di Spur der Steine, che ottenne subito un grande successo di pubblico. Sospinti dal successo, furono pianificate 56 copie per una distribuzione capillare in tutta la RDT, nonché la partecipazione al Festival internazionale del cinema di Karlovy Vary (Karlsbad). Il film doveva essere classificato come "di particolare valore" - tutto presagiva ad un grande successo.
Tuttavia il film finì nuovamente nel mirino della censura. Il 29 giugno il segretariato del Comitato Centrale discusse di Spur der Steine e deliberò di toglierlo dal programma dei cinema a nemmeno una settimana dalla sua distribuzione. "La pubblicità venne ridotta, i manifesti vennero coperti e soltanto sulla Neues Deutschland era ancora pubblicata una recensione del film. Inoltre venne disdetta la partecipazione al Festival di Karlovy ed al film non fu assegnata più alcuna valutazione."
Alla prima del film il 30 giugno 1966 presso il cinema Kino International di Berlino Est, alla quale era presente il regista Frank Beyer e tutti gli attori principali, scoppiò lo scandalo. Dopo pochi minuti la proiezione venne disturbata da alcune proteste organizzate, che portarono ad interrompere il film. Il motivo del malcontento era la rappresentazione dei lavoratori e dei segretari di partito nel film, il quale rappresentava una SED fortemente divisa internamente, con due fazioni in guerra tra loro." L'allora ministro della cultura, Klaus Gysi, giustificò la protesta contro il film che, "a causa di errate posizioni politiche del suo regista risulta molto debole anche dal punto di vista artistico, risultando un intruglio a tutti gli effetti!" Ulteriori proiezioni a Berlino Est, Rostock e Lipsia furono boicottate in modo analogo, così che dopo soli tre giorni di proiezione il film dovette essere tolto dalla distribuzione. La cronaca del fatto sui media della RDT fu vietata, soltanto sulla Neues Deutschland, gestita dalla SED, fu pubblicata una critica pilotata. Nonostante tutto, nei soli tre giorni di proiezione prima del divieto, nella sola Berlino Est furono 8.000 gli spettatori del film.
Il film non coglie l'etica, la forza politico-morale del partito dei lavoratori e delle idee del socialismo, ma porta sullo schermo delle scene che a ragione suscitano indignazione nello spettatore»
(Hans Konrad: Spuren der Steine? Zu einem Film von Frank Beyer. Filmkritik. In: Neues Deutschland del 6 luglio 1966)
Spur der Steine, classificato come film nemico del partito e dello Stato, scomparve così per 23 anni negli archivi della DEFA. Frank Beyer, che non volle prendere le distanze dalla sua opera, fu accusato di distorsione e falsificazione del romanzo e - nonostante l'intervento in sua difesa dello scrittore Erik Neutsch - non poté più realizzare film per anni. Il suo contratto con la DEFA (azienda di Stato) fu stracciato e lui fu esiliato al teatro di Dresda. Dal 1969 lavorò come regista per la Deutscher Fernsehfunk e girò delle serie TV. Dal 1974 Beyer tornò a lavorare con la DEFA, dove più tardi Jurek Beckers mise in scena Jakob il bugiardo. Tuttavia proseguirono i continui contrasti con i responsabili della cultura della RDT, i quali continuavano ad ostacolare il suo impegno artistico, finché dal 1980 ricevette il permesso di realizzare film tanto in Germania dell'Ovest che in quella dell'Est.

### Anni '80
Il 28 ottobre 1989 il film poté essere proiettato pubblicamente al Johannes R. Becher-Club di Berlino Ovest per la prima volta dal 1966 ed il 23 novembre fu proiettato per la prima volta in RDT. Questa volta la pellicola ricevette critiche assolutamente favorevoli, come anche più tardi alla Berlinale 1990.
Con 256.948 spettatori Spur der Steine raggiunse il 62º posto nella classifica dei film più visti in Germania nel 1990.